# Championnat d'Amérique du Nord, centrale et Caraïbe de football des moins de 17 ans
Le Championnat d'Amérique du Nord, centrale et Caraïbe de football des moins de 17 ans est une compétition de soccer réservée aux joueurs de moins de 17 ans, créée en 1983. L'épreuve est qualificative pour la Coupe du monde de football des moins de 17 ans.

## Palmarès

### Championnat des moins de 16 ans (1983-1988)
| Année | Pays hôte         |            | Champion          | Vice-champion | Troisième         | Quatrième |
| ----- | ----------------- | ---------- | ----------------- | ------------- | ----------------- | --------- |
| 1983  | Trinité-et-Tobago | États-Unis | Trinité-et-Tobago | Mexique       | Honduras          |           |
| 1985  | Mexique           | Mexique    | Costa Rica        | Canada        | Honduras          |           |
| 1987  | Honduras          | Mexique    | États-Unis        | Costa Rica    | Honduras          |           |
| 1988  | Cuba              | Cuba       | États-Unis        | Canada        | Trinité-et-Tobago |           |

### Championnat des moins de 17 ans (1991-1996)
| Année | Pays hôte         |            | Champion   | Vice-champion | Troisième         | Quatrième |
| ----- | ----------------- | ---------- | ---------- | ------------- | ----------------- | --------- |
| 1991  | Trinité-et-Tobago | Mexique    | États-Unis | Cuba          | Trinité-et-Tobago |           |
| 1992  | Cuba              | États-Unis | Mexique    | Canada        | Cuba              |           |
| 1994  | Salvador          | Costa Rica | États-Unis | Canada        | Mexique           |           |
| 1996  | Trinité-et-Tobago | Mexique    | États-Unis | Costa Rica    | Canada            |           |

### Tournoi des moins de 17 ans (1999-2007)
De 1999 à 2007, le tournoi ne se déroule pas sous le format d'un championnat : les équipes sont réparties en deux groupes. Les premiers de chaque groupe sont qualifiés, ainsi que le vainqueur des barrages.
| Année |            | Pays-hôte du groupe A | Vainqueur   | Pays-hôte du groupe B | Vainqueur  | Vainqueur des barrages |
| ----- | ---------- | --------------------- | ----------- | --------------------- | ---------- | ---------------------- |
| 1999  | Jamaïque   | Jamaïque              | El Salvador | Mexique               | États-Unis |                        |
| 2001  | Honduras   | Costa Rica            | États-Unis  | États-Unis            | Aucun      |                        |
| 2003  | Guatemala  | États-Unis            | Canada      | Costa Rica            | Mexique    |                        |
| 2005  | Costa Rica | États-Unis            | Mexique     | Mexique               | Costa Rica |                        |
| 2007  | Honduras   | Haïti                 | Jamaïque    | Costa Rica            | Aucun      |                        |

### Championnat des moins de 17 ans (depuis 2009)
En 2009, la compétition change de format : les équipes jouent des phases de groupes, les quatre meilleurs d'entre eux se qualifiant pour un championnat final et sont qualifiés pour la Coupe du monde de football des moins de 17 ans. Le championnat 2009 est annulé en raison de l'épidémie de Grippe A (H1N1) de 2009 au Mexique. La phase finale du championnat n'a donc pas lieu, les quatre équipes de la phase finale obtiennent une qualification pour la Coupe du monde de football des moins de 17 ans 2009, sans qu'un champion ne soit déclaré. L'édition 2020 fut annulée en raison de la pandémie de Covid-19.
| Année | Pays hôte |          | Qualifications | Qualifications | Qualifications | Qualifications |
| Année | Pays hôte | Qualifié | Qualifié       | Qualifié       | Qualifié       |                |
| ----- | --------- | -------- | -------------- | -------------- | -------------- | -------------- |
| 2009  | Mexique   | Mexique  | Honduras       | Costa Rica     | États-Unis     |                |

| Année | Pays hôte  |            | Champion   | Vice-champion         | Troisième             | Quatrième |
| ----- | ---------- | ---------- | ---------- | --------------------- | --------------------- | --------- |
| 2011  | Jamaïque   | États-Unis | Canada     | Panama                | Jamaïque              |           |
| 2013  | Panama     | Mexique    | Panama     | Canada                | Honduras              |           |
| 2015  | Honduras   | Mexique    | Honduras   | Costa Rica États-Unis | Costa Rica États-Unis |           |
| 2017  | Panama     | Mexique    | États-Unis | Costa Rica Honduras   | Costa Rica Honduras   |           |
| 2019  | États-Unis | Mexique    | États-Unis | Canada Haïti          | Canada Haïti          |           |
| 2023  | Guatemala  | Mexique    | États-Unis | Panama Canada         | Panama Canada         |           |